# 짧은털물쥐
짧은털물쥐(Paraleptomys wilhelmina)는 쥐과에 속하는 설치류의 일종이다. 인도네시아 서뉴기니(서파푸아)와 파푸아뉴기니에서 발견된다. 현재, 이 분류군과 관련된 기술되지 않은 두 종이 있다.